# فرمولاسیون بالینی
 فرمولاسیون بالینی (به انگلیسی Clinical Formulation)، که به آن فرمول بندی مورد و فرمولاسیون مشکل نیز گفته می‌شود، توضیح یا مفهوم پردازی مبتنی بر اطلاعات به‌دست‌آمده از ارزیابی بالینی است. این فرمولاسیون یک فرضیه دربارهٔ علت و ماهیت مشکلات موجود ارائه می‌دهد و به‌عنوان یک رویکرد جانبی یا جایگزین برای رویکرد بیشتر دسته‌بندی‌محور تشخیص روان‌پزشکی در نظر گرفته می‌شود. در کار بالینی، فرمولاسیون برای بیان یک فرضیه بالینی و فراهم آوردن چارچوبی برای برگزینی مناسب‌ترین روش درمان استفاده می‌شوند. این روش بیشتر توسط روانشناسان بالینی استفاده می‌شود و به‌عنوان یک مؤلفه اصلی در این حرفه شناخته می‌شود. پرستاران سلامت روان، مددکاران اجتماعی و برخی روانپزشکان نیز ممکن است از فرمولاسیون استفاده کنند.

## تاریخچه
روان‌شناس پیشگام جورج کلی، که نظریه سازه شخصی را در دهه ۱۹۵۰ مطرح کرد، در کتاب خود به نام روان‌شناسی سازه‌های شخصی (۱۹۵۵) به شکایت خود از تشخیص‌های ترادادی اشاره کرد: " آماج بسیاری از اصلاحات پیشنهاد شده توسط روانشناسی سازه‌های شخصی، گرایش روانشناسان به تحمیل سازهای پیش دستانه بر رفتار انسان است. تشخیص معمولاً تلاشی برای چپاندن یک دشوارهٔ زمین گیر کنندهٔ زندگی در چارچوب یک تشخیص بیماری شناسانه است.  کلی به جای دسته بندی‌های بیماری شناختی از کلمه فرمولاسیون بالینی استفاده کرده و دو نوع فرمولاسیون بالینی را ذکر کرده است: مرحله اول ساختارمند سازی، که در آن بالینگر به طور آزمایشی اطلاعات فتاد بالینی را از نظر ابعاد یا سویگان دشواره و نه از نظر هستی‌هایی به نام بیماری، سازماندهی می‌کند:  در حالی که بر "روش‌های مهم‌تری که مراجع می‌تواند از طریق آنها تغییر کند، تمرکز می‌کند، و نه صرفاً روش‌هایی که روان‌شناس می‌تواند او را از سایر افراد تشخیص افتراقی دهد"،:  و مرحله دوم ساخت، که در آن بالینگر به دنبال نوعی ادغام مذاکره شده، میان سازماندهی خود از اطلاعات مورد با معانی شخصی آن‌ها برای درمانجو است.